# Stazione di Kintetsu-Yao
La stazione di Kintetsu-Yao (近鉄八尾駅?, Kintetsu-Yao-eki) è una stazione ferroviaria situata nella città di Yao, nella prefettura di Osaka, in Giappone, appartenente alle Ferrovie Kintetsu e servita dalla linea Kintetsu Ōsaka.

## Linee
Ferrovie Kintetsu
● Linea Kintetsu Ōsaka

## Aspetto
La stazione è realizzata in viadotto, con due binari passanti e due marciapiedi laterali. L'ingresso si trova al piano terra, il mezzanino al primo, e il piano del ferro al secondo.
| 1 | ■ Linea Kintetsu Ōsaka | per Kawachi-Kokubu, Yamato-Yagi, Ise-Shima e Kintetsu Nagoya |
| 2 | ■ Linea Kintetsu Ōsaka | per Fuse, Tsuruhashi e Ōsaka Uehommachi                      |

## Stazioni adiacenti
| «                    | Servizio               | »                    |
| Linea Kintetsu Osaka | Linea Kintetsu Osaka   | Linea Kintetsu Osaka |
| -------------------- | ---------------------- | -------------------- |
| Kyūhōjiguchi         | Locale                 | Kawachi-Yamamoto     |
| Fuse                 | Semiespresso           | Kawachi-Yamamoto     |
| Fuse                 | Semiespresso Sezionale | Kawachi-Yamamoto     |
| Transito             | Espresso               | Transito             |
| Transito             | Espresso Rapido        | Transito             |